# Beverly (Washington)
Beverly az Amerikai Egyesült Államok északnyugati részén, Washington állam Grant megyéjében elhelyezkedő önkormányzat nélküli település.

## Történet
Beverly névadója a Massachusetts állambeli Beverly; a nevet H.R. Williams választotta 1905 körül.
1905 és 1920 között a településen több száz, a Chicago, Milwaukee, St. Paul and Pacific Railroad vasútvonalának építésén dolgozó munkás szálláshelye volt. 1909-re elkészült a Beverly vasúti híd; a műtárgyhoz szükséges építőanyagokat a gőzhajókról való lerakodás után vasúton szállították a célállomásra. A kivitelezés két évig tartott. 1977-ben a vasúttársaság csődvédelmet kért; a pályát 1980-ban elbontották, mára mindössze egy vashíd jelzi annak helyét.
A második világháború kezdetétől 1980-ig többezer vasúti kocsit szállítottak a közeli Hanford nukleáris létesítménybe. A komplexumban állították elő a Fat Man atombombához felhasznált plutóniumot. A szállítások miatt Beverly vasútállomást átépítették; az épületet az ezredfordulón lebontották.

## Éghajlat
| Hónap                         | Jan.  | Feb.  | Már.  | Ápr. | Máj. | Jún. | Júl. | Aug. | Szep. | Okt.  | Nov.  | Dec.  | Év    |
| ----------------------------- | ----- | ----- | ----- | ---- | ---- | ---- | ---- | ---- | ----- | ----- | ----- | ----- | ----- |
| Rekord max. hőmérséklet (°C)  | 20,6  | 21,7  | 27,8  | 35,6 | 40,6 | 42,8 | 45,0 | 46,1 | 38,9  | 32,2  | 23,9  | 21,1  | 46,1  |
| Átlagos max. hőmérséklet (°C) | 4,4   | 8,9   | 15,0  | 19,4 | 24,4 | 28,3 | 33,3 | 32,8 | 27,2  | 18,9  | 10,0  | 3,3   | 18,9  |
| Átlagos min. hőmérséklet (°C) | −3,3  | −2,8  | 0,0   | 3,3  | 7,8  | 11,7 | 14,4 | 13,3 | 8,3   | 2,8   | −1,1  | −5,0  | 4,2   |
| Rekord min. hőmérséklet (°C)  | −33,3 | −31,1 | −16,1 | −5,6 | −4,4 | 1,1  | 5,0  | 4,4  | −3,3  | −12,8 | −27,8 | −28,3 | −33,3 |
| Átl. csapadékmennyiség (mm)   | 23    | 17    | 18    | 15   | 13   | 15   | 7    | 5    | 8     | 15    | 27    | 30    | 193   |
| Forrás: The Weather Channel   |       |       |       |      |      |      |      |      |       |       |       |       |       |

## Fordítás
Ez a szócikk részben vagy egészben  a   Beverly, Washington című angol Wikipédia-szócikk ezen változatának fordításán alapul.  Az eredeti cikk szerkesztőit annak laptörténete sorolja fel. Ez a jelzés csupán a megfogalmazás eredetét és a szerzői jogokat jelzi, nem szolgál a cikkben szereplő információk forrásmegjelöléseként.